# Operação Terra Queimada
Operação Terra Queimada ou Operação Terra Arrasada (em árabe: عملية الأرض المحروقة) foi o codinome de uma ofensiva militar iemenita na província de Sa'dah, no norte do Iêmen, iniciada em agosto de 2009, como parte de uma revolta dos xiitas zaiditas Houthis contra o governo. Em novembro de 2009, os combates avançaram sobre a fronteira para a vizinha Arábia Saudita, resultando em uma incursão militar saudita no próprio Iêmen, a primeira operação militar realizada pela Arábia Saudita  desde 1991.
As tropas sauditas rechaçaram os rebeldes que se infiltraram e continuaram perseguindo-os  dentro do território do Iêmen.